# Typologie van Porter
De typologie van Porter beschrijft verschillende strategieën waarmee een onderneming substantieel beter zou gaan presteren.
Volgens Michael Porter zijn er twee mogelijke strategieën, namelijk lagekostenstrategie en differentiatiestrategie. Porter werkt de organisatorische consequenties van deze strategieën niet verder uit, omdat de twee strategieën moeilijk met elkaar te combineren zijn en ze niet gelijktijdig nagestreefd kunnen worden. Men kan echter wel deze strategieën combineren met de focusstrategie. 

## De lagekostenstrategie
In de lagekostenstrategie tracht een onderneming de laagste productie- en distributiekosten te bereiken. De gevraagde verkoopprijs ligt hierdoor iets lager of gelijk aan de gemiddelde prijs van de concurrenten. Het product is bijgevolg een standaardproduct en is vergelijkbaar met de doorsneeproducten op de markt. De kwaliteit van een bedrijf dat succesvol deze strategie toepast is gelijk aan die van de doorsneeproducent, maar door een lagere kostprijs kan met dezelfde of een lagere verkoopprijs een hogere marge worden behaald, en daardoor superieure prestaties.
De lage kosten wapenen de producent tegen de vijf krachten die de gemiddelde winstgevendheid in een sector bepalen, en de producent kan zo een prijzenoorlog aan. Deze strategie heeft ook een bepaald afschrikkingseffect op potentiële toetreders op de markt.
De lagekostenstrategie is gebaseerd op:
- Verwijderen van overbodige extra's van een product
- Vereenvoudigen van design en samenstelling
- Productie in lagelonenlanden
- Overheidssubsidies
- Procesinnovatie en automatisering
- Het verminderen van de vaste kosten
- Nastreven van het experience-curve-effect

## Differentiatiestrategie
Een product moet gezien worden als een bundel voordelen. De aankoop moet gebeuren op basis van vormgeving, kwaliteit, prestaties en status. In de differentiatiestrategie creëert de producent een uniek en superieur beeld van het product. Een onderneming kiest een of meer eigenschappen die door vele kopers op hun markt als een belangrijk onderdeel van het product kunnen worden beschouwd en stemt daar zijn productie op af.
De kopers zullen een prijspremie willen betalen voor deze unieke voordelenbundel en indien de onderneming erin slaagt zijn kosten onder controle te houden zijn dit extra winsten. Alleen wanneer de producent van zijn uniekheid beloond wordt met een surpluswinst is er sprake van Porteriaanse differentiatie.
Differentiatie kan gebaseerd zijn op:
- Productiekwaliteit
- Productinnovaties
- Service
- Design en eigenschappen van het product
- Merknaam
- Selectie van de distributiekanalen

## De focusstrategie
De focusstrategie is gericht op het concurreren op één of een beperkt aantal marktsegmenten, liever dan de totale markt. Dit heeft als voordeel dat de producent een betere kennis van de behoeften van de doelsegmenten heeft. Bijgevolg kan men beter inspelen op de behoeften van de consument door het gebruik van een van de strategieën. Men noemt deze kostenfocus en differentiatiefocus.

## Stuck-in-the-middle
Een bedrijf moet volgens Porter duidelijk kiezen welke strategie men zal gebruiken. Deze concurrentiestrategie moet dan doorgetrokken worden in alle activiteiten. Indien men niet tussen de concurrentiestrategieën kan kiezen ontstaat het stuck-in-the-middlefenomeen.
Porter ziet slechts drie omstandigheden waarbij wel twee strategische voordelen gelijktijdig nagestreefd kunnen worden:
- De concurrenten zijn stuck-in-the-middle geraakt
- De kosten worden sterk beïnvloed door marktaandeel en interrelationships
- Een bedrijf is pionier op het gebied van een belangrijke innovatie

## Varianten op de typologie van Porter
De Belgen Herman Daems en Sytse W. Douma hebben een uitbreiding op de typologie van Porter gemaakt. Deze uitbreiding heeft vooralsnog alleen in België enige bekendheid onder de naam van de Daems & Douma-typologie.

## Kritiek op de typologie van Porter
Volgens Porter moet een bedrijf kiezen tussen een van de drie strategieën. Sommige anderen zijn van mening dat bedrijven er vaak juist verstandig aan doen een goede combinatie van de twee basisstrategieën na te streven.
Porter verheft de keuze van één pure strategie tot een universele wet, maar bedrijven hebben uiteindelijk onder elkaar nog veel accentverschillen. Binnen een marktsegment waar een differentiatiestrategie noodzakelijk is kunnen de bedrijven onderling immers nog altijd een lagekostenstrategie nastreven. Porter gaat ervan uit dat differentiatie duur is, maar op deze stelling heerst enige scepsis.